# رزووو
رزووو (به بلغاری: Rezovo) یک منطقهٔ مسکونی در بلغارستان است که در استان بورگاس واقع شده‌است.
 رزووو  ۷۷ نفر جمعیت دارد و ۰ متر بالاتر از سطح دریا واقع شده‌است.